# AHS Centaur
Австралийское госпитальное судно «Кентавр» (AHS Centaur) было атаковано и потоплено японской подлодкой у побережья Квинсленда (Австралия) 14 мая 1943 года. Из 332 человек медицинского персонала и гражданского экипажа погибло 268, включая 63 из 65 армейского персонала.
Изначально грузо-пассажирское и рефрижераторное судно было построено в Шотландии в 1924 году и ходило между западной Австралией и Сингапуром через голландскую Ост-Индию (ныне Индонезию), перевозя людей, штучные грузы и скот. С началом второй мировой войны «Кентавр» как все суда британского торгового флота перешёл под контроль британского адмиралтейства, но после установки оборонительного вооружения продолжило свою обычную деятельность, служа как для гражданских, так и для военных целей. В ноябре 1941 года судно участвовало в поисках выживших в сражении между крейсерами «Сидней» и «Корморан». В октябре судно перебазировалось на восточное побережье Австралии и использовалось как транспорт для Новой Гвинеи.
В январе 1943 года «Кентавр» перешёл в распоряжение австралийских вооружённых сил и в марте был перестроен в госпитальное судно под знаками Красного креста. Небольшой размер судна позволял использовать его для операций в юго-восточной Азии. После перестройки судно предприняло тройной поход: отвезло раненых из Таунсвилля в Брисбен, затем из Порт-Морсби в Брисбен. После дозаправки в Сиднее «Кентавр» принял на борт экипаж 2/12 отряда полевой скорой помощи для перевозки на Новую Гвинею и отплыл 12 мая. Перед рассветом 14 мая 1943 года, в ходе второго похода «Кентавр» был торпедирован японской подлодкой у острова Моретон севернее мыса Стадброук у побережья Квисленда. Большая часть из 332 пассажиров погибла при атаке, а 64 выживших провели 36 часов на пустынном острове в ожидании помощи. Инцидент вызвал возмущение общества в Британском союзе, поскольку согласно Гаагской конвенции 1907 года нападение на госпитальное судно рассматривалась как военное преступление. Австралийское и британское правительства выразили протест Японии, были предприняты усилия по выявлению лиц, ответственных за нападение, для последующего привлечения их к военному трибуналу. Несмотря на это, только в 1970-х стала известна информация о том, что нападение совершила подлодка I-177.
Причины атаки на судно, равно как и прочие обстоятельства гибели «Кентавра», остаются предметами споров военных историков, поскольку нападение произошло вопреки международным соглашениям, под защитой которых находилось судно. Вопросом остаётся знал ли командир японской подлодки кого атакует. В 1995 году было объявлено о находке обломков судна, но после было доказано, что они принадлежат другому судну. Подлинные обломки «Кентавра» были найдены 20 декабря 2009 года.

## Конструкция и строительство

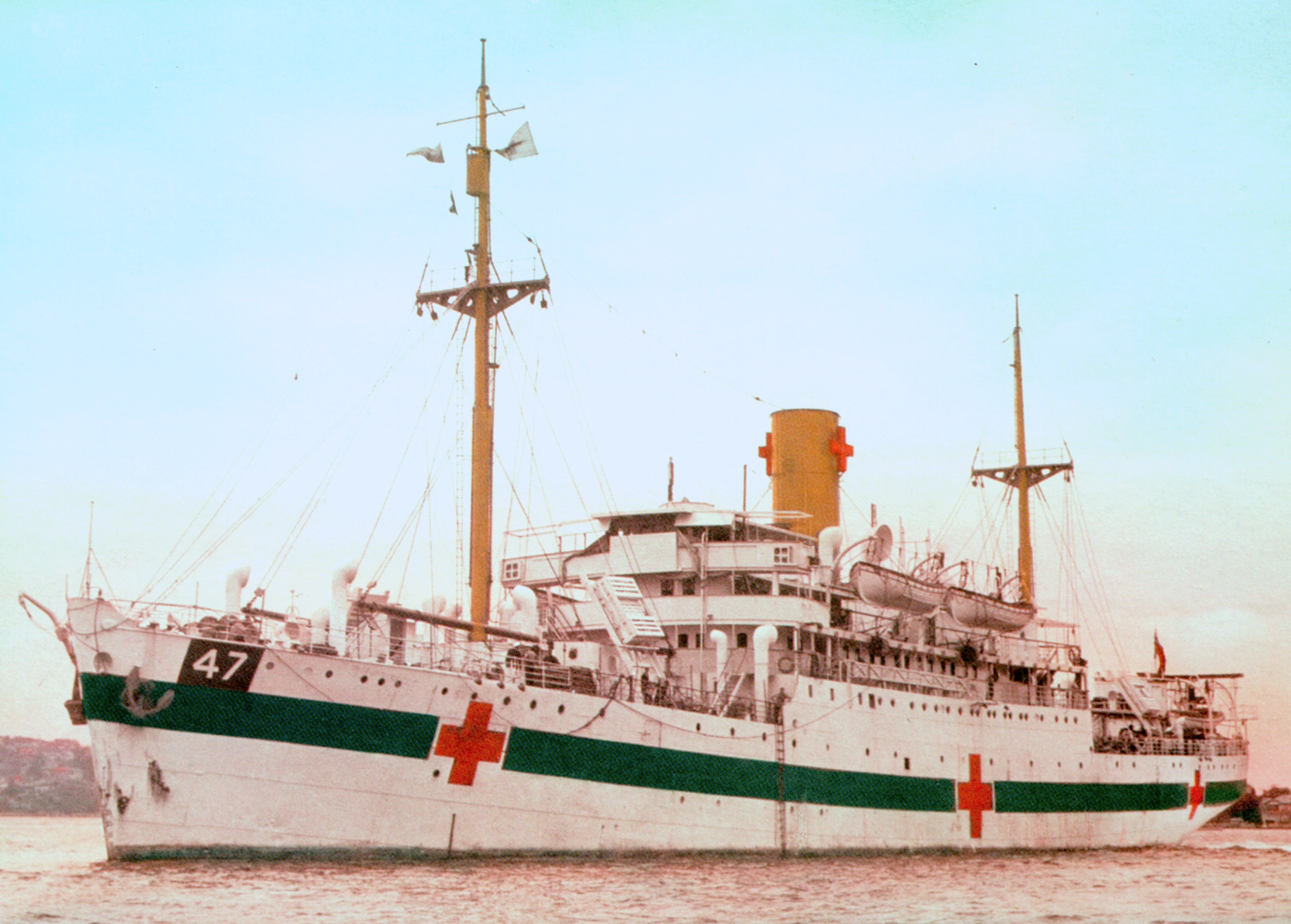
AHS Centaur, 1943 год

### Первоначальная конструкция
В начале 1923 года Ocean Steamship Company (дочерняя компания Blue Funnel Line Альфреда Хольта) решила заменить стареющий «Харон» (Charon) на торговых путях от Сингапура до западной Австралии. Судно должно было пригодно к одновременной перевозке людей, грузов и скота. Также судно также должно было иметь заложенную в конструкцию способность садиться днищем на иловые мели, поскольку колебания высоты приливов и отливов в портах северной оконечности западной Австралии составляют 8 метров.
Для строительства «Кентавра» была выбрана компания Scotts Shipbuilding and Engineering Company в городе Гринок. Киль был заложен 16 ноября 1923 года. Строительство было закончено 29 августа 1924 года и обошлось в 146 750 фунтов стерлингов. «Кентавр» мог перевозить 72 пассажира на верхних палубах и 450 голов скота на нижних. Для штучного груза предназначалось четыре трюма, дополнительные объёмы груза могли принять также две нижние палубы, предназначенные для скота. Корпус был построен по схеме «башенной палубы»: палубы (и трюмы), находившиеся ниже ватерлинии, в поперечном сечении были шире, чем надводные. Плоское, усиленное днище корпуса позволяло судну «сидеть» на отмелях. «Кентавр» стал одним из первых океанских пассажирских судов, оснащённых дизельной машиной в качестве главной энергетической установки (ГЭУ) — теплоходом. Одной из наиболее примечательных черт судна стала 11-метровая дымовая труба: её огромная величина стала скорее данью традиции, чем практической необходимостью на судне с дизельным ДВС. Главная энергетическая установка представляла собой вертикальную, рядную, шестицилиндровую четырёхтактную дизельную машину естественной аспирации. Диаметр цилиндров составлял 64 см, ход поршня — 135 см. Машина была изготовлена на верфи Burmeister & Wain, в городе Копенгаген, Дания. Один из трюмов «Кентавра» был оснащён холодильным оборудованием, работавшем на рапе, изоляцией служила пробковая древесина. Объём холодильного трюма составлял 85 м³.

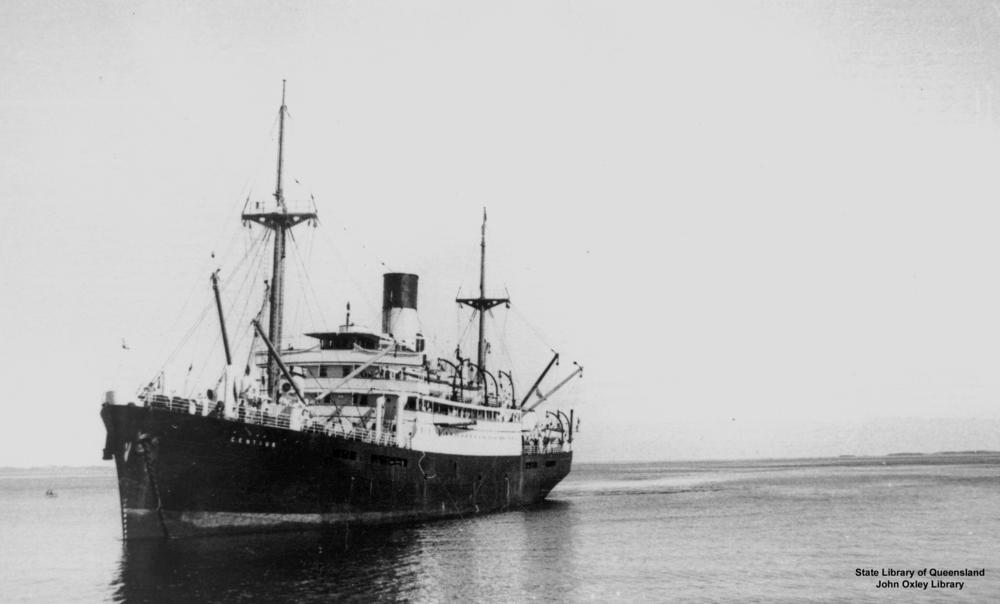
MV Centaur в рейсе

В декабре 1939 года на «Кентавре» производился ремонт в Гонконге: на дизель ГЭУ был установлен нагнетатель, также был заменен гребной винт. Компрессор вышел из строя в апреле 1942 года и был демонтирован ввиду недостатка оборудования и ограниченного доступа к докам, вызванного Второй мировой войной.

### Перестройка в госпитальное судно
В начале 1943 года «Кентавр» поступил в распоряжение австралийского министерства обороны для использования в качестве госпитального судна. Перестройка была проведена United Ship Services в Мельбурне и по первоначальным оценкам стоила 20 тыс. австралийских фунтов.
Однако из-за различных причин итоговая сумма поднялась до 55 тыс. австралийских фунтов. Предполагалось, что судно будет циркулировать между портами новой Гвинеи и городом Таунсвилл (штат Квинсленд, Австралия). Растущие потери сухопутных сил Австралии в ходе Новогвинейской кампании означали, что вскоре госпитали в Квисленде не смогут справиться с наплывом раненых и некоторыми видами ранений, что требовало длительного плавания в Сидней. Командование армии внесло дополнения в первоначальный план работ: увеличение помывочных и прачечных отсеков; установка мощного водяного отопления для постоянной подачи горячей воды во все части судна; перекладка судовых трубопроводов, минуя отсеки для пациентов; установка в жилых помещениях вентиляционных систем, пригодных для тропического климата. Австралийские рабочие профсоюзы, члены которых служили в экипаже, потребовали улучшения условий проживания и питания судовой команды, установку новых раковин на камбузе и замены напольных покрытий в каютах и столовых.
«Кентавр» вновь вступил в строй 12 марта 1943 года: он был оснащён операционной, амбулаторией, двумя палатами (расположенными на бывшей палубе для скота) и стоматологической операционной, каютами для 75 членов экипажа и 65 постоянных членов армейской медицинской группы. Для обеспечения осадки в 6,1 м в трюмах был распределён балласт в 900 тонн железняка. «Кентавр» мог находиться в 18-дневном автономном плавании (без снабжения) и перевозить свыше 250 лежачих пациентов.

## История службы

### 1924 - 1938
«Кентавр» получил официальный британский номер 14727 и код KHHC. Его портом приписки был Ливерпуль. Когда «Кентавр» поступил на службу в конце 1924 года, по торговой линии Фримантл — Ява — Сингапур ходили два других судна компании Blue Funnel Line: Gorgon (остававшийся на службе до 1928 года) и Charon (который «Кентавр» должен был заменить). «Кентавр» должен был направиться от Фримантла на побережье западной Австралии по маршруту Джералдтон — Карнарвон — Онслоу — Пуан-Самсон — Порт-Хедленд — Брум — Дерби, затем к проливу Бали, Сурабайе, Семарангу, Батавии и Сингапуру. «Кентавр» действовал как грузовой лайнер и как свободный грузовик, он следовал по маршруту, но порты остановки менялись в ходе рейсов. С 1928 года до 1930х «Кентавр» работал в одиночку на маршруте, но возросший грузооборот по его маршруту побудил компанию Blue Funnel Line дать другое задание «Гордону» и назначить Charon на работу вместе с «Кентавром».
После изменения кодовых книг в 1934 году «Кентавр» получил код GMQP. В ноябре 1938 года «Кентавр» спас 385-тонный японский китобой Kyo Maru II, у которого возникли проблемы с котлами при возвращении из Антарктики, судно дрейфовало по направлению к архипелагу Гутме Аброхолс, где попало в опасное положение и могло разбиться о рифы. «Кентавр» ответил на сигнал бедствия и отбуксировал Kyo Maru II в Джералдтон.

### 1939 - 1942

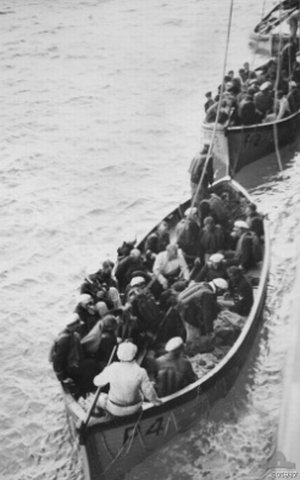
Выжившие немецкие матросы с «Корморана» на буксире в спасательных шлюпках «Кентавра»

Как судно британского торгового флота, «Кентавр» попал под план 1939 года британского парламента о том, как торговый флот ответит на объявление войны. Согласно плану суда прежде всего подчинялись адмиралтейству во всех вопросах, кроме набора экипажей и управления судами. С началом второй мировой войны 3 сентября 1939 года на «Кентавр» установили 100 мм военно-морское орудие Mark IX (на корму) и два пулемёта калибра 0,303 «Виккерс» (на крыльях мостика) для защиты против кораблей и авиации противника. Также судно было оснащено бортовыми параванами и оборудованием для размагничивания для защиты от морских мин. Орудия были демонтированы после переоборудования судна в госпитальное, но противоминная защита осталась. Сначала «Кентавр» продолжил службу на своём первоначальном маршруте.
26 ноября 1941 года самолёт, разыскивающий пропавший австралийский крейсер «Сидней», обнаружил повреждённую шлюпку с 62 германскими матросами и офицерами на борту и направил к ним «Кентавр». Подойдя к шлюпке команда «Кентавра» спустила в шлюпку провизию и позволила одному человеку подняться на борт, чтобы объяснить ситуацию. Сначала этот человек выдавал себя за офицера норвежского торгового флота, но был быстро разоблачён. Он оказался старшим офицером германского вспомогательного крейсера «Корморан» Кригсмарине. На борту шлюпки оказались германские моряки, вместе с капитаном Теодором Дитмерсом. уцелевшие после боя с «Сиднеем» за неделю до этого.
Не желая бросать потерпевших бедствие в море но опасаясь захвата судна немцами капитан «Кентавра» решил взять шлюпку на буксир и позволил девятерым раненым подняться на борт. В ходе буксировки до Карнарвона (Западная Австралия) шлюпку залило и едва не потопило бурными волнами, поэтому команда «Кентавра» спустила для немцев ещё две шлюпки. По прибытии в Карнарвон немцы были переведены на другое грузовое судно, где присоединились к сотне других выживших моряков «Корморана», собранных с других судов, их охраняли сорок австралийцев, которые затем были перевезены на «Кентавре» во Фримантл.
После нападения японцев на Пирл-Харбор и начала Малайской кампании маршрут «Кентавра» был свёрнут до г. Брум (западная Австралия). 6 октября 1942 года «Кентавр» получил приказ идти в Квисленд, где начал крейсировать между восточным побережьем Австралии и Новой Гвинеей, перевозя материалы.

### 1943
С началом военных действий между Японией и Британской империей стало ясным, что три австралийских госпитальных судна Manunda, Wanganella и Oranje не смогут действовать на мелководье, типичном для морей юго-восточной Азии поэтому потребовалось новое госпитальное судно. Ни одно из судов австралийского торгового флота не годилось для перестройки в госпитальное судно, поэтому после соответствующего запроса в британское министерство транспорта «Кентавр» 4 января 1943 года был передан в распоряжение австралийских вооружённых сил . 9 января начались работы по перестройке и 1 марта «Кентавр» вошёл в строй в качестве госпитального судна. На судно была нанесена раскраска госпитального судна согласно 5-й статьи десятой части Гаагской конвенции 1907 года (Конвенция о применении к морской войне начал Женевской конвенции). Корпус был покрашен в белый цвет с зелёной полосой, которую прерывали по три красных креста с каждого борта, надстройки в белый цвет. Многочисленные красные кресты были размещены так, чтобы статус судна был заметен как с моря, так и с воздуха. На корпусе был отмечен идентификационный номер 47. Ночью значки были подсвечены комбинацией внешних и внутренних светильников. Данные о маркировке судна и определении конструктивных особенностей были предоставлены Международному комитету Красного Креста в течение первой недели февраля 1943 года, который передал его японцам 5 февраля. Эта информация также распространялась и пропагандировалась прессой и средствами массовой информации.

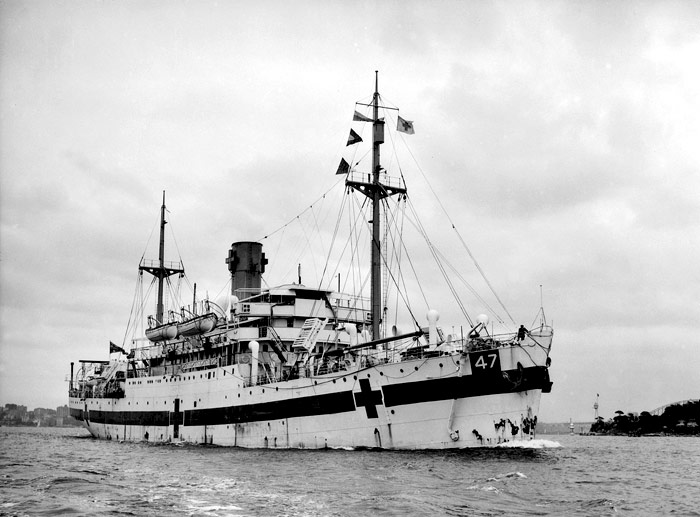
AHS Centaur в бухте Сиднея

«Кентавр» начал действовать как госпитальное судно 12 марта 1943 года. Начало его первого рейса в качестве госпитального судна прошло как проверка и пробег. После первого рейса из Мельбурна в Сидней капитан, главный механик и главврач составили длинный список недоделок, требующих внимания. После ремонта «Кентавр» вновь совершил проверочный рейс из Таунсвилля в Брисбен, доставив туда раненых военнослужащих, чтобы показать, что судно может выполнять роль госпитального. Затем «Кентавр» получил задачу доставить медицинский персонал в Порт-Морсби (Новая Гвинея) и вернуться в Брисбен с ранеными австралийцами и американцами и с небольшим количеством раненых японских военнопленных.
По прибытии в Сидней 8 мая 1943 года «Кентавр» повторно вошёл в залив Дарлинг а затем 12 мая 1943 года отправился в Кэрнс (Квинсленд). Оттуда он должен был снова пойти к Новой Гвинее. К этому времени на его борту был экипаж из 74 гражданских, 53 служащих из Медицинского корпуса австралийской армии (в том числе 8 офицеров), 12 медсестёр из службы ухода австралийской армии, 192 солдата из 2-го батальона скорой полевой помощи и один лоцман по Торресову проливу. Большая часть медсестёр были переведены с госпитального судна Oranjе. Все военнослужащие из армии назначенные на судно принадлежали к медицинскому персоналу. В ходе погрузки водители машин скорой помощи из 2-го батальона попытались пронести на борт свои винтовки и личный боезапас. Капитан и главврач судна неодобрительно отнеслись к этому, среди экипажа и портовых рабочих возникли слухи, что «Кентавр» перевозит боеприпасы или коммандос на Новую Гвинею. Винтовки не были допущены на борт до тех пор, пока капитан «Кентавра» не получил официального подтверждения, что водителям машин скорой помощи разрешено носить оружие в соответствии с 10-й частью Гаагской конвенции (в частности, статьёй 8), поскольку винтовки использовались «для поддержания порядка и защиты раненых». Экипаж и докеры проверили оставшийся груз на предмет оружия и боеприпасов.

## Гибель
14 мая 1943 года в ходе второго рейса из Сиднея в Порт-Морсби приблизительно в 4:10 «Кентавр» был торпедирован подлодкой (оставшейся незаметной). Торпеда угодила в нефтяную цистерну левого борта примерно в двух метрах ниже ватерлинии, образовав дыру в корпусе величиной 8*10 метров, воспламенив топливо. Судно охватило пламя с кормы. Многие пассажиры сразу погибли или сгорели от взрыва на месте. «Кентавр» быстро стал наполняться водой через повреждённую сторону, лёг на борт и меньше чем за три минуты затонул, начиная с носа. Команда не успела спустить спасательные лодки, но всё же две шлюпки сорвало с судна при затоплении вместе с несколькими повреждёнными плотами.
Согласно расчётам координат второго офицера Гордона Риппона в 4.00 «Кентавр» был торпедирован в 44 км северо-восточнее Пойнт-Лукаут (остров Норт-Страдброк, Квинсленд). Сначала точность этих расчётов подверглась сомнениям, но в 2009 году были найдены останки «Кентавра» и эта находка подтвердила расчёты Риппона (1,9 км от указанных им координат).
Из 332 человек находящихся на борту было спасено 64. Большая часть команды и пассажиров спали во время атаки, у них было мало шансов спастись. По оценкам, около двухсот человек ещё могло быть живо к моменту затопления судна. Несколько человек, покинувших корабль, позднее умерли от осколочных ран или ожогов; другие не могли рассчитывать на чью-либо помощь и утонули.
Выжившие провели 36 часов в воде, держась за бочки, обломки судна и две повреждённые шлюпки. За это время их снесло на 36,3 км на северо-восток и рассеяло на площади в 3,7 км² по морю. Уцелевшие видели по меньшей мере четыре корабля и несколько самолётов, но не смогли привлечь их внимания.
К моменту спасения выжившие были разбиты на две большие и три малые группы, несколько человек плавали в одиночку. Среди спасённых была Элен Сэвидж, единственная уцелевшая медсестра из 12 находившихся на борту, Лесли Оутридж единственный выживший врач из 18 на борту, второй офицер Гордон Риппон, оказавшимся старшим по чину среди спасённых и Ричард Солт, лоцман по Торресову проливу . В 1944 году Элен Сэвидж была награждена медалью Георга за оказание медицинской помощи, моральную поддержку и демонстрацию храбрости в ожидании спасения.
Утром 15 мая 1943 американский эсминец «Магфорд» (USS Mugford (DD-389)) вышел из Брисбена, чтобы эскортировать 11 063-тонный новозеландский грузовоз «Sussex» в течение первой части его рейса через Тасманово море. В 14.00 наблюдатель на «Магфорде» доложил об предмете на горизонте. Примерно в это же время пилот самолёта «Авро Энсон» из 71-й эскадрильи Королевских австралийских ВВС осуществляющий противолодочное наблюдение вылетел вперёд и снизился над объектом. Затем он вернулся к двум кораблям и просигналил им, что в воде находятся люди, держащиеся за обломки. Капитан «Магфорда» приказал «Сассексу» продолжать свой путь в одиночку, в то время как «Магфорд» подберёт выживших . На нос корабля вышли вооружённые члены экипажа, чтобы стрелять по акулам, матросы были готовы броситься в воду, чтобы помочь раненым. Медицинская команда «Магфорда» обследовала каждого поднятого на борт и оказала им необходимую медицинскую помощь. Американский экипаж узнал от первой группы выживших, что они с госпитального судна «Кентавр».
В 14.14 «Магфорд» вышел на связь с морским офицером в Брисбене и сообщил, что эсминец подобрал выживших с «Кентавра» в точке с координатами 27°03′S 154°12′E. Морской офицер стал первым в Австралии, узнавшим о торпедировании госпитального судна. Поднятие на борт 64 выживших заняло 1 час 20 минут, тем не менее «Магфорд» оставался на месте до темноты, исследовав акваторию 13 на 26 км в поисках других выживших . После наступления темноты эсминец пошёл в обратно в Брисбен, куда прибыл вскоре после полуночи. Последующие поиски выживших близ острова Норт-Страдброк, проведённые американским эсминцем USS Helm с ночи 15 мая до 6.00 утра 16-го и австралийским корветом HMAS Lithgow и четырьмя торпедными катерами с 16 по 21 мая ничего не дали.

## Опознание виновника

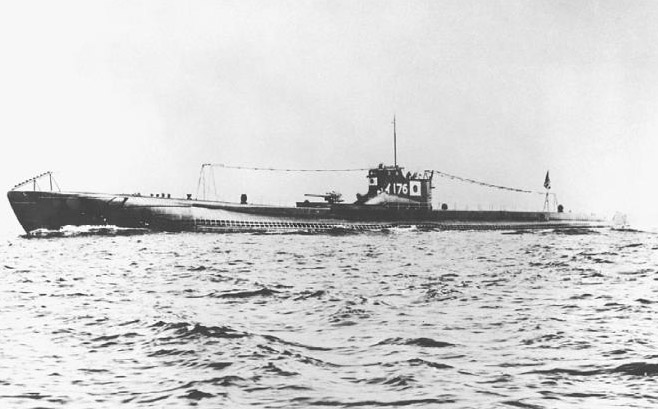
Подлодка I-176 типа KD7 Kaidai. Три подлодки этого класса подозреваются в нападении на «Кентавр».

Никто из экипажа «Кентавра» не заметил корабля, атаковавшего судно. Исходя из данных местоположения судна, расстояния до берега и глубины было заключено, что судно было торпедировано одной из японских подлодок, о которых было известно, что они действуют у восточного побережья Австралии. Позднее несколько выживших заявили, что слышали, как атаковавшая подлодка движется по поверхности, когда они дрейфовали. Судовой кок Франсис Мартён, плававший в одиночку, держась за крышку люка вне пределов видимости основной группы выживших, заметил подлодку. После возвращения выживших Мартён дал описание подлодки, которое совпало с подлодкой класса KD7 «Кайдей» императорского флота Японии.
Ко времени гибели «Кентавра» три подлодки класса KD7 «Кайдей» действовали у восточного побережья Австралии: I-177 под командованием Хадзимэ Накагавы, I-178 под командованием Хидейро Уцуки и I-180 под командованием Тосио Кусаки . Все три подложки погибли на войне. I-177 была потоплена 3 октября 1944 года американским эсминцем USS Samuel S. Miles, I-178 была уничтожена 25 августа 1943 года американским эсминцем USS Patterson и I-180 была уничтожена 26 апреля 1944 года американским эсминцем USS Gilmore . Капитаны Кусака и Накагава получили назначения на другие подлодки и не разделили судьбу подлодок I-177 и I-180, но капитан Уцуки погиб на борту подлодки I-178 при возвращении из патруля у австралийского побережья.
В декабре 1943 года после официальных протестов правительство Японии выпустило заявление с формальным отрицанием вины в потоплении «Кентавра». В записях, предоставленные японцами после войны, также нет признания ответственности. Хотя потопление «Кентавра» является военным преступлением, никто не предстал перед судом за нападение на госпитальное судно. С 1944 по 1948 годы были проведены расследования, включавшие допросы командиров подлодок, действовавших у побережья Австралии в то время, их вышестоящего руководства, также младших офицеров, членов экипажей подлодок, переживших войну. Некоторые следователи полагали, что наиболее вероятный подозреваемый — это Накагава и его I-177 но они не смогли поддержать свои подозрения. Дело «Кентавра» было закрыто 14 декабря 1948 года, обвинений так и не было выдвинуто.
.
Между историками нет общего согласия, какая именно подлодка участвовала в нападении. В труде Royal Australian Navy, 1942—1945, опубликованным в 1968 году как часть официальной австралийской истории второй мировой войны Джордж Хермон Хилл приходит к заключению, что виновна подлодка I-178 или I-180. Наиболее вероятно, что участвовала I-178, так как она провела в австралийских водах больше чем другая японская подлодка, но заявляла об отсутствии попаданий в трёхмесячный период, в который входила гибель «Кентавра». В 1972 году германский военный историк Юрген Рохвер заявил в труде Chronology of the war at sea, что I-177 торпедировала «Кентавр» на основе японского рапорта о том что I-177 атаковала корабль 14 мая 1943 года в районе где было потоплено госпитальное судно. Японский контр-адмирал, показавший Рохверу рапорт в своей книге History of Submarine Warfare 1979 года заявил, что Накагава и I-177 ответственны за нападение на «Кентавр».
Согласно официальной истории японского флота работа Сакамото рассматривается как официальное признание идентификации подлодки . Впоследствии большинство источников признают как факт роль подлодки I-177 и Накагавы в гибели «Кентавра». Накагава, умерший в 1911 году отказывался говорить об атаке на «Кентавр» в связи с расследованием о военных преступлениях в конце второй мировой войны или чтобы защитить себя или отрицать заявления Рохвера и Сакамото.

## Реакция

### Реакция общества

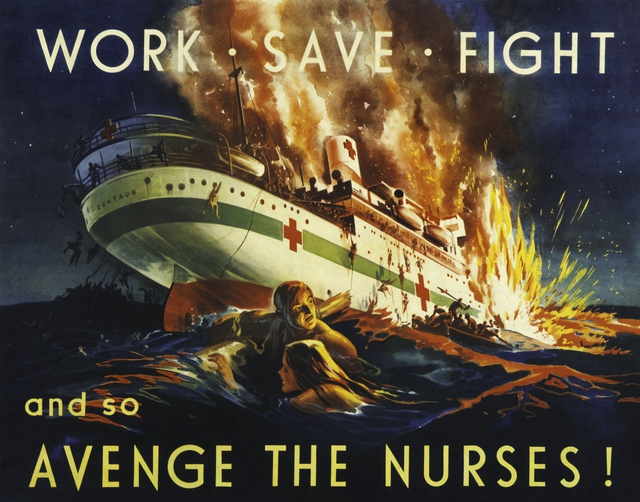
Постер пропаганды, призывающий австралийцев отомстить за потопление «Кентавра»

СМИ узнали о гибели «Кентавра» 17 мая 1943 года, но получили приказ не выходить с этой новостью, пока об этом не было объявлено в полуденной депеше от 18 мая главного штаба юго-западного тихоокеанского района и премьер-министром Джоном Куртином в парламенте в полдень. Новости о нападении заняли первые полосы по всему миру, включая лондонскую The Times, The New York Times и Montreal Gazette. В некоторых газетах новости даже потеснили новость о рейдах Дамбастеров в Европе, осуществлённые 617-й эскадрильей Королевских ВВС.
Реакция общества на потопление «Кентавра» была гневной, что значительно отличалось от реакции на потерю австралийских военных кораблей и торговых судов. Госпитальное судно находилось под защитой десятой статьи Гаагской конвенции 1907 года, следовательно нападение на него являлось военным преступлением. Премьер-министр Куртин и генерал Дуглас Макартур бурно отреагировали на потопление «Кентавра». Куртин заявил, что потопление стало «совершенно непростительным действием, предпринятым с нарушением конвенции, которое заключала Япония и попирает все общие принципы гуманности». Макартур отразил взгляд американского общества, заявив, что потопление стало примером «безграничной дикости» японцев. Политики убеждали общество направить свою ярость на подпитку военных усилий и что «Кентавр» стал символом стремления Австралии к разгрому как оказалось жестокого и бескомпромиссного противника. Австралийское правительство выпустило плакаты, иллюстрирующие события потопления и призывающие австралийцев «отомстить за медсестёр» работой на производстве, приобретением облигаций военного займа или вступлением в ряды вооружённых сил.
Люди также высказывали свою симпатию к экипажу, были предприняты усилия собрать средства для постройки нового госпитального судна. Члены городского совета г. Колфилд, штат Виктория организовали фонд для замены утерянного медицинского оборудования, первым пожертвованием стала сумма в размере 2.000 австралийских фунтов. Работавшие над переоборудованием «Кентавра» внесли деньги на замену, а сотрудники авиакомпании Ansett Airways пообещали пожертвовать часовую оплату на проведение этой замены.
В то время как некоторые не могли поверить, что японцы могут быть настолько жестокими, слухи начали распространяться почти сразу после получения новостей о нападении. Наиболее распространился слух, что «Кентавр» к моменту потопления перевозил боеприпасы или коммандос, о чём узнали японцы ещё до отправления. Утечка информации произошла из-за инцидента с оружием водителей скорой помощи во время погрузки в Сиднее.

### Военная реакция

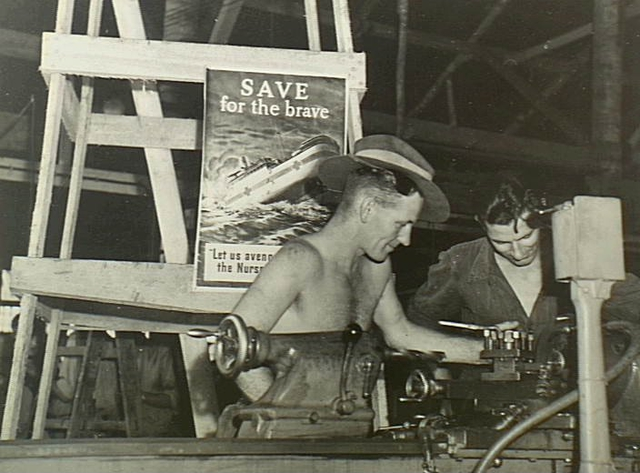
Военный постер в мастерской австралийской армии в Lae, Новая Гвинея, сентябрь 1944 года

Австралийские военнослужащие осудили нападение на «Кентавр», большинство считало, что атака была преднамеренной и с полным осознанием статуса жертвы. Союзники Австралии отреагировали схожим образом. Генерал ВВС США Джордж Кенни вспоминал как отговаривал сержанта из экипажа бомбардировщика, желавшего в ответ разбомбить японское госпитальное судно, которое, как известно, находился в их районе.
Через шесть дней после гибели «Кентавра» Министерство обороны Австралии выступило с требованием убрать опознавательные знаки и огни с австралийского госпитального судна «Манунда», установке вооружения и чтобы это судно ходило с погашенными огнями в сопровождении эскорта. Эта перестройка была выполнена усилиями министерства флота, адмиралтейством и властями Новой Зеландии и США. Стоимость работ составила 12.5 тыс. фунтов стерлингов, судно пробыло вне строя три месяца. 9 июня 1943 года на переговорах в Объединённом комитете начальников штабов США и Великобритании по поводу госпитальных судов было уделено место инциденту с «Манундой» в связи с нападением на «Кентавр». Было сделано заключение, что нападение было делом рук безответственного японского командира и что было бы лучше подождать, пока не будут совершены новые атаки, перед тем как рассматривать вопрос об удалении опознавательных знаков госпитальных судов.
Был сделан вывод, что вооружение водителей скорой помощи незадолго до похода Кентавра могло как-то спровоцировать нападение. Это привело к ужесточению правил в отношении тех, кому разрешено путешествовать на госпитальном судне. Парамедицинскому персоналу, таким как бригады по репатриации, отказали в доступе на госпитальные суда. Водители машин скорой помощи должны были перейти из регулярной армии в Медицинский корпус австралийской армии, чтобы им разрешили подняться на борт, хотя им по-прежнему разрешалось носить разряженное оружие и боеприпасы.

### Официальные протесты
После консультаций с ВС Австралии генерал Макартур, Адмиралтейство и австралийское правительство выступили с официальными протестами, японское правительство получило их 29 мая 1943 года. Международный комитет Красного Креста также выступило с протестом к японскому обществу Красного креста от лица организаций Красного креста стран-союзников.
26 декабря 1943 года японцы ответили на австралийский протест. Японское правительство ответило, что не располагает информацией, оправдывающей сделанное заявление и тем самым не принимает ответственности за случившееся. В ответ японцы выпустили протест, что девять японских госпитальных судов были атакованы Союзниками, протест был направлен США а не Австралии. Несмотря на последующие обмены сообщениями в связи с отсутствием прогресса британское правительство 14 мая 1944 года проинформировало австралийского премьер-министра, что никаких дальнейших сообщений о потере «Кентавра» не будет.

## Версии
Торпедные атаки в австралийских водах случались часто в то время, в период с июня 1942 года по декабрь 1944 года там действовали 27 японских подлодок. Они атаковали приблизительно 50 торговых судов, было подтверждено, что 20 из них потонули в результате этих атак, потопление 9 судов в результате атак не было подтверждено. Действия японцев являлись частью сосредоточенных усилий по срыву конвоев с поставками из Австралии в Новую Гвинею.
Некоторые действия «Кентавра» возможно послужили причиной его гибели. «Кентавру» было приказано идти до Большого Барьерного рифа, курс проходил в 90-280 км от берега. Капитан «Кентавра» полагал, что ему назначили маршрут, предназначенный для торгового судна и проложил курс ближе к берегу, но с глубиной в 2 км. Кроме того, «Кентавр» шёл полностью освещённым, за исключением двух носовых прожекторов, которые были выключены, поскольку они мешали видимости с мостика.
Существуют три основные версии, объясняющие нападение на «Кентавр».

### Приказ об атаке
Версия основывается на различных слухах распространившихся после гибели «Кентавра». Если судно нарушило Гаагскую конвенцию 1907 года и некто оповестил об этом японцев, экипаж подлодки I-177 мог выполнять приказ об атаке. Когда «Кентавр» вышел из Сиднея, его палубы были переполнены людьми в зелёной форме. Поскольку форма Полевой медицинской помощи отличалась от армейской формы только знаками отличия и цветом тканевой ленты, окаймляющей шляпу, наблюдатель на расстоянии мог заключить, что госпитальное судно перевозит солдат. Наблюдавшие за погрузкой судна в Сиднее могли заметить оружие у водителей медицинской службы и могли прийти к тем же выводам. Если разведчик или информатор передал информацию японцам, подлодка I-177 могла ожидать в засаде. Главный изъян этой теории — вопрос как экипаж подлодки мог предугадать, что «Кентавр» предпочтёт альтернативный маршрут и как они смогли определить новый выбранный маршрут.
Позднее появились слухи, что «Кентавр» в ходе своего первого похода перевозил солдат на Новую Гвинею или японских военнопленных в Австралию для допроса и поэтому японцы могли выбрать это судно как законную цель . «Кентавр» действительно перевозил 10 военнопленных на своём обратном пути с Новой Гвинеи, но все они были ранеными, перевозка их на госпитальном судне была законной.

### Ошибка в определении цели
По этой версии Накагава не подозревал, что «Кентавр» является госпитальным судном, и потопление стало несчастным случаем. Эту точку зрения поддержали несколько японских офицеров как до того, что стало известно об ответственности Накагавы так и после. Эту точку зрения разделял лейтенант-коммандер Зенджи Орита (Zenji Orita), принявший командование подлодкой I-177 после Накагавы. Орита вообще ничего не слышал от экипажа о потоплении «Кентавра», даже слухов и считал, что если подлодка I-177 намеренно атаковала «Кентавр», то он должен был услышать это от экипажа.
«Кентавр» был наименьшим по сравнению с другими современными австралийскими госпитальными судами «Манунда» и «Вангалетта» и был немного короче подлодки I-177. Экипаж подлодки наблюдал за судном в перископ с расстояния в 1,5 км, оптимального для подводной атаки времён Второй мировой войны. Некоторые офицеры могли не разобрать, что это госпитальное судно и опознавательные знаки на корпусе. При выключенных носовых прожекторах «Кентавра», наблюдая за судном в перископ с невыгодной позиции, Накагава мог не заметить опознавательные знаки. За исключением двух носовых прожекторов «Кентавр» был ярко освещён . Для атаки I-177 должна была подойти с траверза «Кентавра», с этой стороны судно был освещено как собственными огнями, так и полной луной.

### Преднамеренное нападение
Согласно этой теории Накагава был полностью уверен, что его цель — госпитальное судно и решил потопить его по собственной инициативе, либо из-за неправильного понимания командой его приказов. Исследователи полагали, что срок пребывания Накагавы в австралийских водах подходил к концу, за это время от потопил только одно судно, 8.742- тонный грузовик «Лимерик» (Limerick), капитан не желал возвращаться домой с позором, только с одним потопленным судном. Другие утверждают, что Накагава жаждал мести за потери японцев в ходе сражения в заливе Бисмарка или ожидал похвал за потопление вражеского военного корабля.
В феврале 1944 года командуя подлодкой I-37 Накагава отдал приказ расстрелять из пулемёта выживших с трёх британских торговых судов, торпедированных его подлодкой («Бритиш Чивалри» (British Chivalry) — 22 февраля; «Сутлейк» (Sutlej) — 24 февраля и «Эскотт» (Ascott) — 29 февраля). Его защита утверждала, что он действовал согласно приказам вице-адмирала Широа Такасу, однако доводы защиты не были приняты во внимание и он был приговорён к четырём годам заключения в тюрьме Сугамо, как военный преступник класса В. Эти инциденты показывают, что Накагава намеренно игнорировал законы войны.

## Останки судна
После войны было проведено несколько поисков в водах у островов Северный Страдброук и Моуртон, но остатки «Кентавра» так и не удалось обнаружить. Полагалось что он затонул за пределами континентального шельфа, на такой глубине где силы королевского австралийского флота не располагали средствами, чтобы обнаружить объект размерами «Кентавра». Некоторые полагали, что Риппон неправильно рассчитал место гибели судна: намеренно или по ошибке.
В дальнейшем были ошибочно определены несколько точек затопления «Кентавра». Первая было отмечена в записи в отчёте о ситуации в боевом дневнике, координаты 27°17′S 154°05′E в 7 морских милях (13 км) от позиции Риппона. Согласно Миллигану и Фоули это, вероятно, произошло потому, что предполагаемое расстояние в 50 морских миль (93 км) от Брисбена, включённое в качестве системы отсчета, было интерпретировано буквально. В 1974 году два водолаза заявили, что обнаружили корабль примерно в 40 морских милях (74 км) в востоку от Брисбена на глубине в 60 м, но не раскрыли его точное местоположение. Попытки найти место затопления с 1974 по 1992 годы оказались безуспешными, а сообщник водолазов утверждал, что флот уничтожил погибший корабль сразу после его обнаружения.

### Заявление Денниса
В 1995 году было объявлено, что останки «Кентавра» были обнаружены в 9 морских милях (17 км) от маяка острова Моуртон, на значительном отдалении от предполагаемой последней позиции. Об этом было сообщено в телепрограмме австралийского телесериала A Current Affair, были показаны останки судна, лежащие на 170 м глубине. Исследователь Дональд Деннис, обнаруживший корабль заявил, что идентичность подтвердил флот, военно-морской музей Квинсленда и Австралийский военный мемориал. Беглый поиск, проведённый флотом подтвердил наличие обломков судна в указанном месте. Место было объявлено военной могилой и было добавлено на навигационные карты австралийским гидрографическим управлением.
В последующие восемь лет росли сомнения в информации Денниса ввиду расстояния от вычисленной вторым офицером Риппоном точки гибели и местом где корабль USS Mugford обнаружил выживших. За это время Деннис был осужден по двум эпизодам жульничества и одному эпизоду мошенничества. Двое рэк-дайверов Тревор Джексон и Симон Митчелл решили установить в этом месте мировой рекорд, погрузившись на 4 часа. 14 мая 2002 года в ходе погружения они обследовали затонувшее судно, провели измерения и в итоге заявили, что судно слишком мало для «Кентавра». Джексон ознакомился с конструкцией «Кентавра» и посчитал, что обломки принадлежат другому, меньшему по размерам судну, 55-метровому грузовому судну MV Kyogle, перевозившему известняк, приобретённому королевским австралийским флотом и затонувшему в ходе учений по бомбардировкам 12 мая 1951 года. Факты, представленные ныряльщиками выглядели неубедительными, но они были непреклонны, что это судно — не «Кентавр» и передали информацию Нику Гринвею, продюсеру телепрограммы 60 Minutes (60 минут).
На 60-ю годовщину потопления в телепрограмме 60 Minutes был показан сюжет показывающий, что судно не было «Кентавром». Оказалось, что никто в военно-морском музее Квинсленда не видел фотографию Денниса и когда её увидели директор музея Род Маклауд и военно-морской историк Джон Фоули, они заявили, что судно не может быть «Кентавром» ввиду физических несоответствий, как, например, другая форма руля. После показа этого сюжета и других публикаций в газетах в это время, флот отправил три корабля (Hawkesbury, Melville, и Yarra), чтобы они в течение двух месяцев обследовали место. Было вынесено заключение, что остатки судна не относятся к «Кентавру». Гидрографическое управление стало убирать соответствующую отметку с карт, также было внесено исправление о военной могиле.

### Обнаружение
В апреле 2008 года после находки погибшего крейсера HMAS Sydney появились призывы найти «Кентавр». В конце 2008 года австралийское федеральное правительство и правительство штата Квинсленд собрали общий комитет и вложили по 2 млн австралийских долларов каждый. В феврале 2009 года были открыты тендеры на поставку оборудования (корабль для поиска, гидролокаторы и дистанционно управляемый батискаф). В уикенд 12-13 декабря 2009 года корабль Seahorse Spirit под надзором искателя затонувших судов Дэвида Мирнса приступил к поискам под руководством морской службы министерства обороны. Первоначальная площадь поиска простиралась на 1365 км², поисковой группы дали 35 дней чтобы найти и заснять «Кентавра», на этот срок было рассчитано финансирование.
В период с 15 по 18 декабря было обнаружено шесть объектов на сонаре, размерами схожими с «Кентавром». Поисковая группа решила воспользоваться хорошей погодой и продолжить обследование по площади, после чего вернуться к объектам и детально исследовать их сонаром с высоким разрешением. В полдень 18 декабря сонар оторвался от кабеля и утонул на глубине 1800 м что вынудило группу использовать группу сонар высокого разрешения . После обследования первоначальных целей Мирнс и его команда объявили 20 декабря, что утром был обнаружен «Кентавр».
Погибшее судно было найдено в точке с координатами 27°16.98′S 153°59.22′ECoordinates: 27°16.98′S 153°59.22′E в 30 морских милях (56 км) к востоку от острова Моуртон и менее чем в одной миле (1900 м) от координат Риппона, на глубине в 2059 м в подводной впадине с крутыми стенками 150 м ширины и 90 глубиной. Команда вернулась на берег, чтобы отметить Рождество и для установки дистанционно управляемого робота (ROV) на борт судна. Затем группа приступила к документированию погибшего судна, первые фотографии, полученные ранним утром 10 января 2010 года ROV подтвердили, что судно является «Кентавром». Условия для съёмок ROV в ходе первоначального погружения не были оптимальными и с 11 по 12 января были проведены ещё три погружения. В ходе четырёх погружений было проведено 24 часа съёмок, сделаны множество фотографий, замечены опознавательные знаки «Кентавра», в том числе Красный крест, отметки госпитального судна и судовой колокол. Место гибели «Кентавра» было отмечено как военная могила и защищено включением его в зону, закрытую для судоходства согласно закону о исторических останках кораблекрушения.

## Память

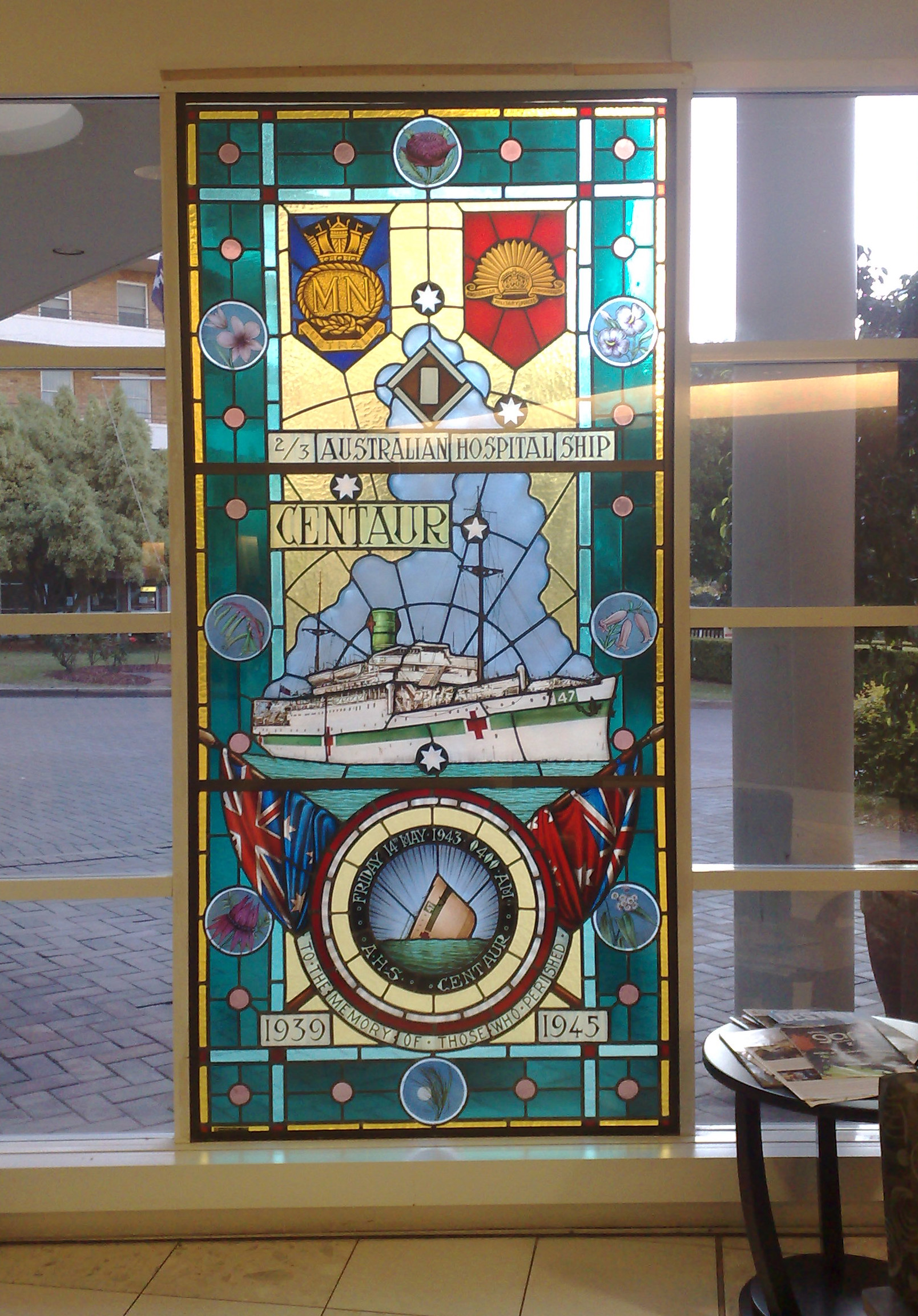
Витраж с изображением «Кентавра» в Concord Repatriation General Hospital

В 1948 году медсёстры штата Квисленд организовали «Фонд памяти „Кентавра“ для медсестёр» (Centaur Memorial Fund for Nurses) на сбор денег для здания «Centaur House», для учреждения, поддерживающего медсестёр путём проведения дружеских встреч и предоставления недорогого жилья для иногородних медсестёр. Первоначальный Кентавр-хауз был продан в 1971 году, было приобретено новое здание. Второй Кентавр-хауз был продан в 1979 году и хотя фонд всё ещё существует, ему больше не принадлежат физические объекты. 15 сентября 1968 года в Калаундре, штат Квинсленд местный международный клуб «Ротари» возвёл каменную пирамиду. В 1990 году в главном репатриационным госпитале Конкорд (Concord Repatriation General Hospital) был установлен витраж с табличкой, со списком погибших в ходе атаки, стоимость составила 16 тыс. австралийских долларов. В австралийском военном мемориале была размещена выставка, посвящённая «Кентавру». Центром выставки стала масштабная модель «Кентавра», подаренная мемориалу британской компанией Blue Funnel Line а также экспонаты, подаренные выжившими, такие как спасательный жилет, сигнальный факел и медицинский пакет. В 1992 выставка была убрана, чтобы освободить место для выставки, посвящённой Вьетнамской войне.

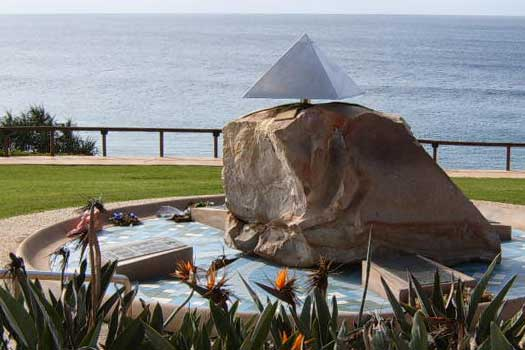
Памятник «Кентавру» в Пуан-Данжер, г. Кулангатт, Квинсленд

14 мая 1993 года в 50-ю годовщину трагедии был открыт памятник «Кентавру» в Пуан-Данжер, г. Кулангатт, штат Квинсленд. Памятник состоит из монументального камня, на котором укреплена пирамидка, камень окружён бордюром из плитки, по сторонам камня находятся мемориальные плиты с описанием, чему посвящён памятник. Памятник находится в парке, с видом на море, вдоль берега настлан деревянный тротуар с мемориальными плитами кораблей торгового флота и австралийских ВМС, погибших на Второй мировой войне. Церемонию открытия провёл министр по делам ветеранов сенатор Джон Фолкнер.
В ходе четвёртого и последнего погружения ROV к «Кентавру» 12 января 2010 года на нос судна была опущена мемориальная плита. Это нарушило закон о исторических останках кораблекрушения но было сделано специальное исключение, поскольку если бы плиту установили на дно близ судна, то она погрузилась бы в донные отложения. После обнаружения судна была проведена национальная мемориальная служба 2 марта 2010 года в кафедральном соборе св. Иоанна в Брисбене, её посетило свыше 600 человек, в том числе австралийский премьер-министр Кевин Радд. Вторая церемония была проведена 24 сентября на борту корабля HMAS Manoora у места гибели «Кентавра», присутствовали 300 родственников команды «Кентавра». Были опущены венки и рассеян пепел троих умерших членов экипажа «Кентавра».

## Комментарии
1. ↑  Аббревиатура AHS означает Army Hospital Ship[1]. Также корректны обозначения 2/3rd AHS Centaur или AHS 47.[2] Также используется некорректное обозначение HMAS Centaur[3] или HMAHS Centaur.[2]
2. ↑  Члены экипажа, включая лоцмана, выделенного для проводки судна через Торресов пролив.